# Masatsugu Kawachi
Masatsugu Kawachi –en japonés: 川内将嗣, Kawachi Masatsugu– (Kashima, 25 de noviembre de 1985) es un deportista japonés que compitió en boxeo. Ganó una medalla de bronce en el Campeonato Mundial de Boxeo Aficionado de 2007, en el peso superligero.

## Palmarés internacional
| Campeonato Mundial | Campeonato Mundial       | Campeonato Mundial | Campeonato Mundial |
| Año                | Lugar                    | Medalla            | Categoría          |
| ------------------ | ------------------------ | ------------------ | ------------------ |
| 2007               | Chicago (Estados Unidos) | Medalla de bronce  | 67 kg              |